# Matthew Lewis (författare)
Matthew Gregory Lewis, engelsk romanförfattare, efter sitt mest kända arbete kallad Monk-Lewis, född den 9 juli 1775 på Jamaica, död den 14 maj 1818 på hemresan från sina gods på Jamaica.
Lewis var omhuldad i de högre sällskapskretsarna och vän med Byron och Walter Scott. Då Lewis vid 19 års ålder var engelsk
attaché i Haag, skrev han skräckromanen Ambrosio, or the monk (1795, på svenska Munken, 1800-1804). Hjälten däri är en spansk munk, som frestas av en demon i skön kvinnoskepnad, begår allehanda brott och slutligen säljer sin själ åt djävulen. Hårresande och vällustiga skildringar avlöser varandra i den med betydande fantasi och gestaltningskraft skrivna boken, som fick stort inflytande på romanalstringen i Europa vid 1800-talets början (Walter Scott, E.T.A. Hoffmann med flera). Några inflätade spökballader gav nya idéer åt den engelska litteraturen och vann kolossal popularitet, till exempel den om Alonzo och Imogine. Bokens framgång var lysande, och föga mindre slog Lewis an med The bravo of Venice (1804), egentligen en bearbetning av en tysk roman, samt musikdramat The castle spectre (1796). Lewis redigerade samlingarna Tales of terror (1799) och Tales of wonder (1801) och författade den på egna erfarenheter byggda berättelsen Journal of a West India proprietor (1834). Hans Life and correspondence utkom i två band 1839.

## Svenska översättningar
- Munken (Monk: a romance) (översättning Herman Anders Kullberg och Ulrika Carolina Widström) (Deleen, Forsgren, 1800-1804)
- Midnatts-klockan (anonym översättning, C.G. Hjelmbergs förlag, 1801)
- Wedhuggaren, eller Den äfwentyrliga natten i skogen: röfwarhistoria (översättning Hinrik Jakob Sandström, Em. Bruzelius, 1827)
- Den blodiga nunnan: spökelsehistoria (Stockholm, 1834)
- Munken (Monk: a romance) (översättning Gunnar Gällmo, Delta, 1978)